# Marijana Zovko
Marijana Zovko, rođena je 16. lipnja 1972. u malom njemačkom gradu Laupheimu, hrvatska je kantautorica i pjevačica.
Rodom je iz Slavonije, sela Vrbova, općina Nova Gradiška. U Njemačkoj je završila medicinsku školu i kasnije se zaposlila. 
Duhovnom glazbom bavi se od djetinjstva pjevajući na svetim misama, hrvatskim katoličkim misijama, duhovnim obnovama i festivalima. Izdala je tri albuma: "Neka svijeća gori", "Sretan Dan, o, Gospode" i "Svjedočenje". 
Tijekom Domovinskog rata, nastupla je na festivalu Crofest održanom 1993. godine u zagrebačkom Domu sportova. Više puta pjevala je na Festivalu mladih u Međugorju (1994., 2001., 2003., 2005. i 2009.), kao i na njemačkim festivalima duhovne glazbe i kulturnim odgađanjima.

## Unutarnje poveznice
- Suvremena kršćanska glazba
- Hrvati u Njemačkoj